# Freja Hjerne
Freja Hjerne, född 26 december 2006, är en svensk orienterare som tävlar för Tumba-Mälarhöjden OK.
Hjerne har flera gånger blivit svensk juniormästare, dels i D18-klassen och dels i D20-klassen. Vid JSM i stafett 2025 delade hon segern med Ellen Aneland och sin tvillingsyster Filippa Hjerne.
År 2024 blev Hjerne europeisk juniormästare på långdistans och i stafett tillsammans med Tilia Olsson och Tuva Sirvioe.
Vid junior-VM 2025 i Italien vann Hjerne guldmedalj på långdistans och silvermedalj i stafett tillsammans med Signe Hördegård och Alva Björk samt silvermedalj  i sprintstafett tillsammans med Hannes Mogensen, Max Österberg och Alva Björk.
Vid Svenska Orienteringsförbundets prisgala 2024 blev Hjerne utnämnd till Årets junior i svensk orientering.